# La Vraie Nature de Bernadette
La Vraie Nature de Bernadette é um filme de drama canadense de 1972 dirigido e escrito por Gilles Carle. Foi selecionado como representante do Canadá à edição do Oscar 1973, organizada pela Academia de Artes e Ciências Cinematográficas.

## Elenco
- Micheline Lanctôt - Bernadette
- Donald Pilon - Thomas
- Reynald Bouchard - Rock
- Robert Rivard - Felicien
- Willie Lamothe - Antoine
- Maurice Beaupré - Octave
- Ernest Guimond - Moise
- Julien Lippé - Auguste
- Claudette Delorimier - Madeleine
- Pierre Valcour - Courchesne
- Yvon Barrette - St-Luc